# Fannie Charles Dillon
Fannie Charles Dillon (ur. 16 marca 1881 w Denver, zm. 21 lutego 1947 w Altadenie) – amerykańska kompozytorka i pianistka.

## Życiorys
Studiowała w Pomona College, w Berlinie u Leopolda Godowskiego oraz u Hugona Kauna i Heinricha Urbana, następnie w Nowym Jorku u Rubina Goldmarka. Zadebiutowała jako pianistka w Los Angeles w 1908 roku.
Była profesorką konserwatorium w Los Angeles od 1918 roku. Uczyła m.in. Johna Cage’a. Przeszła na emeryturę w 1941 roku.

## Twórczość
Pisała głównie utwory fortepianowe, ale także muzykę orkiestrową i kameralną, pieśni na głos i fortepian. Wykorzystywała m.in. zasłyszane ptasie śpiewy jako motywy melodyczne w swoich kompozycjach. Wybrane utwory:
- Chinese Symphonic Suite[1]
- Celebration of Victory, poemat symfoniczny (1918)[1]
- The Alps (1920)[1]